# Edward Michael Keating
Edward Michael Keating (* 17. April 1925 in New Jersey; † 2. April 2003 bei Palo Alto, Kalifornien) war ein US-amerikanischer Zeitungsverleger.

## Leben
Edward Michael Keating war der Sohn von Harriet Martin und George Thomas Keating. Am 14. September 1947 heiratete er Helen English.
Er studierte bis 1950 an der Law School der Stanford University Rechtswissenschaften. 1954 wurde er katholisch getauft. Er unterrichtete Englische Sprache an der Santa Clara University. 1962 gründete er in Menlo Park die katholische Vierteljahreszeitschrift für Literatur und Politik Ramparts, die er bis 1967 verlegte. Nachdem er bei Ramparts entlassen worden war, bewarb er sich als Demokrat im elften Wahlbezirk Kaliforniens um einen Sitz im Repräsentantenhaus der Vereinigten Staaten, belegte aber in der offenen Primary, in der unter anderem auch Shirley Temple antrat, mit 5,73 Prozent der Stimmen nur den fünften Platz; das Mandat ging an den Republikaner Pete McCloskey.

## Veröffentlichungen
- The Story of “Labor”. Washington: Darby Printing Co., 1953.
- The Scandal Of Silence, Random House, 1965, 214 S. über das Leugnen der Shoa in katholischen Kreisen
- Free Huey! Berkeley: Ramparts, 1971.
- The Broken Bough: The Solution to the Riddle of Man, 1975
- Free individual in a free society: the philosophy of Justice William 0. Douglas